# Жарко Лаушевић
Жарко Лаушевић (Цетиње, 19. јануар 1960 — Београд, 15. новембар 2023) био је српски и југословенски глумац и писац.
Школовао се на Цетињу и у Титограду, где је почео да се бави глумом. Завршио је Факултет драмских уметности у Београду 1982. у класи професора Миње Дедића. На почетку каријере био је један од хваљенијих и талентованијих млађих глумаца у Југославији. Био је члан Југословенског драмског позоришта, где је остварио запажене улоге у представама — Хрватски Фауст, Муке по Живојину, Колубарска битка, Баал, Ваљевска болница, Позоришне илузије и др. Играо је и другим позориштима, где је остварио улоге у представама — Оригинал фалсификата, Мала, Кањош Мацедоновић, Свети Сава, Чекајући Годоа, Стаклена менажерија и др.
На филму је дебитовао улогом у партизанском филму Прогон, а до почетка 1990-их значајне улоге остварио је у филмовима — Јагоде у грлу, Шмекер, Догодило се на данашњи дан, Официр с ружом, Браћа по матери, Оригинал фалсификата, Боље од бекства и Кажи зашто ме остави. Популарност код шире публике стекао је улогама у ТВ серијама — Сиви дом, Вук Караџић, Заборављени и Црни бомбардер, као и улогом Милоша Обилића у ТВ филму Бој на Косову.
Јула 1993. у Подгорици је у самоодбрани извршио двоструко убиство, штитећи свог старијег брата. На суђењу је првобитно осуђен на 15, односно 13 година затвора, али му је на поновном суђењу фебруара 1998. казна смањена на четири године, након чега је пуштен из затвора. Након изласка на слободу накратко се вратио глуми и остварио запажену улогу у филму Нож, али је убрзо отишао у Сједињене Америчке Државе. Пошто је Врховни суд Црне Горе 2001. поништио пресуду којом је пуштен из затвора, за њим је расписана потерница, због чега је у САД живео илегално све до 2012. када је помилован одлуком председика Србије.
Године 2014. вратио се у Србију, где је поново почео да игра на филму. У последњој деценији живота, остварио је значајне улоге у филмовима Смрдљива бајка, Хероји Халијарда и Руски конзул, као и у ТВ серијама — Сенке над Балканом, Корени, Државни службеник, Александар од Југославије, Време зла, Калкански кругови и Време смрти. О својим затворским данима је 2011. објавио књигу Година прође, дан никад, која је добила три наставка — Књига друга (2013), Све прође, па и доживотна (2019) и Падре, идиоте! (2022).
О његовом животу снимљен је 2014. документарни филм Лауш, а по мотивима његове прве књиге снимљена је ТВ серија Пад у којој је главни лик тумачио Милан Марић.
Сахрањен је на Новом гробљу у Београду.
Добитник је више награда за своја глумачка остварења, међу којима се истичу — Златна арена, Награда Цар Константин, Награда Зоран Радмиловић, Стеријина награда, Гран при Наиса и др.

## Биографија
Рођен је 19. јануара 1960. на Цетињу, као најмлађе дете Душана (1916—1997) и Роксанде Лаушевић (1932—2016), рођене Никач. Имао је сестру Бранку (1952) и брата Бранимира (1955). Према породичном предању, Лаушевићи потичу са Косова, одакле су у 15. веку прешли у Црну Гору. Његов отац Душан, рођен је у селу Тепца на Жабљаку, за време Првог светског рата. Након рата, од епидемије шпанске грознице умрле су му три сестре и брат, па је остао једино преживело дете у породици. Током Другог светског рата био је у партизанима, а оца Тому су му 1942. убили Немци. По занимању је био професор историје. У међуратном периоду радио је као учитељ у родном селу, а након рата је прешао на Цетиње, где је радио као наставник у основној школи и гимназији, а потом је био директор Музеја краља Николе. Године 1966. Жарко је пошао у основну школу „Његош”, у којој је његова мајка радила као секретарица. Био је одличан ученик, а у седмом разреду, као најбољи ученик Цетиња добио је Тринаестоновембарску награду. Велики утицај на њега оставила је књига немачког писца Густава Шваба Приче из класичне старине, коју му је отац у детињству поклонио. Ова књига представља збирку грчких и римских прича о боговима и људима, а поред историјске спознаје, била му је јединствен наук о добру и злу и остала његова лектира за цео живот.
Јануара 1974. породица Лаушевић се преселила у Титоград, где је завршио гимназију „Слободан Шкеровић”. Током школовања у гимназији, на предлог професора српскохрватског језика Баћа Крушчића укључио се у рецитаторску секцију. Био је победник на општинском и републичком такмичењу рецитатора, а потом на савезном такмичењу у Загребу. Као средњошколац активно се бавио шахом и био члан Шаховског клуба „Титоград”. Године 1976. постао је члан аматерске дружине „Додест” у којој је направио прве глумачке кораке, а 1978. остварио прву улогу у ТВ филму М. В. редитеља Мила Ђукановића. Исте године отишао је у Београд, где је уписао глуму на Факултету драмских уметности, у класи професора Миње Дедића. Дипломирао је 1982. са монодрамом Луча микрокозма. Исте године постао је стални члан Југословенског драмског позоришта, дебитовао на филму улогом у партизанском филму Прогон и 11. септембра се венчао са својом дугогодишњом девојком Мајом Минић.
Велику популарност публике стекао је 1986. улогом у ТВ серији Сиви дом и главном улогом у филму Шмекер, а наредне године у филму Официр с ружом, за коју је добио Златну арену на Фестивалу у Пули и награду Цар Константин на Фестивалу у Нишу. Године 1988. и 1989. играо је значајне улоге у филмовима Браћа по матери и Бој на Косову, где је играо Милоша Обилића. Крајем исте године снимио је филм Боље од бекства, који је из одређених разлога премијерно приказан тек у јулу 1993. године. Овај филм „пророчки” је приказао многе догађаје, који су му се касније догодили — убиство, боравак у затвору, одлазак у Америку и др. Током 1991. и 1992. остварио је значајне улоге у филмовима Оригинал фалсификата и Црни бомбардер и ТВ серији Заборављени.
Године 1990. играо је Растка Немањића у представи Свети Сава, сценаристе Синише Ковачевића, али је њено извођење на сцени ЈДП 30. маја 1990. прекинула група екстремних српских националиста. Након овога, добијао је претње, због којих је након инцидента у Клубу Бојан Ступица, у коме је претучен глумац Ирфан Менсур одлучио да набави пиштољ, који је носио са собом за потребе самоодбране.

### Суђења за убиство
Дана 31. јула 1993. године, Лаушевић и његов пет година старији брат Бранимир, звани Мили, нападнути су од групе хулигана у близини подгоричког локала Епл. Том приликом је Жарко из свог пиштоља ЦЗ-99 усмртио нападаче Драгора Пејовића и Радована Вучинића, а тешко ранио Андрију Кажића, док је овај прилазио да се придружи нападачима. Осуђен је на 13 година затвора због двоструког убиства. Та је пресуда, након жалби, потврђена 1994. године. Казну је издржавао у Спужу и Пожаревцу. Након укидања пресуде од стране Савезног суда, по поновном претресу фебруара 1998. године, којим је председавала судија Светлана Вујановић, изречена му је казна од 4 године затвора због двоструког убиства у прекорачењу нужне одбране. Будући да је у том тренутку већ издржао 4,5 године, пуштен је на слободу.
Убрзо након тога је напустио земљу и настанио се у Њујорку, у САД.
Врховни суд Црне Горе је, по жалби тужиоца 30. марта 2001. године, ту одлуку о казни преиначио и изрекао казну од 13 година затвора.
Дана 3. јула 2009. године, саопштено је да је Лаушевић ухапшен у Сједињеним Америчким Државама због боравка у САД без визе и да се разматра његова екстрадиција Србији по међународној потерници која је расписана 2002. године на захтев Трећег општинског суда у Београду. Дана 14. септембра 2009. године, суд у Њујорку донео је одлуку о укидању притвора Лаушевићу.
Дана 29. децембра 2011, помиловао га је председник Републике Србије Борис Тадић. Српски пасош уручио му је 1. фебруара 2012. министар унутрашњих послова Ивица Дачић у Њујорку.
О његовом животу направљен је филм Лауш по сценарију и у режији Бранке Бешевић Гајић, чија је премијера одржана у фебруару 2014. године у Сава центру.
После више година посетио је Србију и Црну Гору у мају 2014. године.

### Смрт
Лаушевићу је дијагностикован рак плућа, за шта јавност није знала, с којим је тумачио неколико улога. У октобру 2023. стање му се погоршало, те је примљен у болницу. Од последица болести преминуо је 15. новембра 2023. у КБЦ Бежанијска коса у Београду.
Кремиран је на Новом гробљу. Испраћај за кремацију одржан је 20. новембра у капели на Новом гробљу. Истог дана одржана је комеморација у Југословенском драмском позоришту, на којој су о њему говориле његове колеге — Воја Брајовић, Ирфан Менсур, Светлана Бојковић, Мима Караџић, Драган Бјелогрлић, Милан Марић, Петар Божовић и Светозар Цветковић, као и редитељка Вида Огњеновић и директорка ЈДП Тамара Вучковић Манојловић. Говор на испраћају за кремацију одржао је Небојша Дугалић.

## Глумачка каријера
Своје прве глумачке кораке остварио је у Дому омладине „Будо Томовић” у Титограду, у аматерској дружини „Додест” чији је члан био од 1976. године. Овде је учио глуму заједно са Мимом Караџићем, Стелом Ћетковић, Марком Баћовићем, Младеном Нелевићем и другима. Године 1978. имао је прву улогу у телевизијској драми ТВ Титоград М. В. редитеља Мила Ђукановића. Овај ТВ филм снимљен је по књизи Јанка Ђоновића Исељеничка прича повратника из Америке Машана из Годиња, а главне улоге су играли Петар Божовић и Соња Јауковић. Исте године уписао је глуму на Факултету драмских уметности у Београду, у класи професора Миње Дедића и асистента Владимира Јевтовића. Заједно са њим на класи, били су касније познати глумци — Соња Савић, Светислав Гонцић, Бранимир Брстина, Оливера Јежина, Зоран Цвијановић, Андреја Маричић, Сузана Петричевић и др. Дипломирао је маја 1982, а његова дипломска представа била је монодрама Луча микрокозма, настала према поеми Петра Петровића Његоша.
На почетку треће године студија, 1980. на позив Виде Огњеновић, директорке драме Народног позоришта у Београду, заиграо је у њеној представи Горски вијенац. Потом га је Стево Жигон 1981. ангажовао у представи Ромео и Ђулијета, где је играо Јулијиног брата Тибалда. Била је ово његова прва професионална позоришна улога. Након тога је заједно са Жигоном дошао у Југословенско драмско позориште (ЈДП), где су радили представу Раскршћа. Као перспективни млади глумац, добио је стипендију од ЈДП, а након дипломирања, 1982. постао је његов стални члан, што је била велика част за младог глумца, с обзиром на тадашњи значај ове позоришне куће. На сцени ЈДП, чији је члан био до 1994. остварио је улоге у бројним представама, од којих се истичу — Хрватски Фауст, Муке по Живојину, Колубарска битка, Баал, Ваљевска болница, Позоришне илузије, Лажни цар Шћепан мали и др. Играо је и у другим београдским позориштима, где се истичу представе — Горски викенац, Ромео и Ђулијета и Кањош Мацедоновић у Народном позоришту; Оригинал фалсификата и Мала у Звездара театру; Мачка на усијаном лименом крову, Чекајући Годоа и Стаклена менажерија у Београдском драмском позоришту и др.
У току своје глумачке каријере у разним филмовима и ТВ серијама играо је многе истакнуте личности из српске и југословенске историје — кнез Михаило Обреновић у ТВ серији Вук Караџић 1988, Милош Обилић у ТВ филму Бој на Косову 1989, принц Ђорђе Карађорђевић у ТВ серији Сенке над Балканом 2017, Јован Јовановић Змај у филму и ТВ серији Име народа 2020, краљ Никола Петровић у ТВ серији Александар од Југославије 2021. и војвода Живојин Мишић у ТВ серији Време смрти 2024. године. У позоришту је играо улогу Растка Немањића у представи Свети Сава. Такође, његову глумачку каријеру обележиле су и улоге ликова из дела књижевника Добрице Ћосића. Најпре је у Југословенском драмском позоришту играо у представама Колубарска битка (1983) и Ваљевска болница (1989), насталим по роману Време смрти, где је тумачио Алексу и Милоја, синове Толе Дачића. Потом је 2018. у ТВ серији Корени играо лик Аћима Катића, а 2021. у ТВ серији Време зла његовог сина Вукашина. У ТВ серији Време смрти, чија је радња смештена између претходне две серије играо је Живојина Мишића. У никад снимљеном филму Последњи поход, редитеља Предрага Голубовића, о животу краља Милутина, била му је намењена улога Стефана Дечанског.

### 1982—1986.
Током 1981. и 1982. играо је мање улоге у филмовима Тринаести јул, редитеља Баја Шарановића, Савамала, Жике Митровића и Директан пренос Дарка Бајића, али је његов прави филмски деби био у партизанском филму Прогон, редитеља Предрага Голубовића, у коме су Драгана Варагић и он играли главне ликове Ану и Мирка, војвођанске партизане које 1942. у Банату прогони немачка потера. Упркос свим недаћама међу њима се рађа љубав, која представља нека врсту одбране од катаклизме у којој су се нашли. Мање улоге остварио је током 1982. и 1983. у ТВ филму Хасанагиница, Ревасија Стефановића и мини ТВ серијама Мртви се не враћају, Звонимира Илијића и Дани АВНОЈ-а, Саве Мрмка, снимљеној поводом четрдесетогодишњице Другог заседања АВНОЈ-а. Значајнију улогу имао је у филму Здравка Шотре Игмански марш, где је играо црногорског партизана Миљана, једног од промрзлих бораца Прве пролетерске бригаде, који су се након Игманског марша 1942. опорављали у Фочи. Заједно са њим, промрзле партизане „Игманце”, који јуначки подносе надљудске болове приликом ампутирања промрзлих делова стопала без наркозе, играли су Бата Живојиновић, Славко Штимац, Тихомир Арсић, Бранислав Лечић, Милан Штрљић и Александар Берчек.
Децембра 1982. премијеру на великој сцени Југословенског драмског позоришта имале су две представе у којима је играо. У представи Раскршћа, Драгана Томића, у режији Стеве Жигона, која се бавила савременим социјалним раслојавањем на селу и односом оца породице са синовима, који желе да напусте село и оду у град, заједно са Тонијем Лауренчићем играо је једног од синова главног јунака Миодрага Тадића (Мирко Буловић). Представа Хрватски Фауст, Слободана Шнајдера, у режији Слободана Унковског, говорила је о извођењу Гетеове представе Фауст у Државном казалишту у Загребу, током Другог светског рата. Власти НДХ биле су упорне да се представа одржи у животу, иако је главни глумац Вјекослав Афрић, са још неколико глумаца, након одржане премијере 31. марта 1942. отишао у партизане. Прича прати живот представе и замену глумаца, који су временом убијени. Поред Лаушевића, који игра комесара, задуженог за извођење представе након ослобођења, у представи играју – Мики Манојловић, Александар Берчек, Владица Милосављевић, Зоран Цвијановић и др.
Крајем 1983. премијеру су имале још две његове представе. На Дан републике на великој сцени ЈДП премијерно је приказана представа Колубарска битка, настала по делу Време смрти Добрице Ћосића. Драматизацију ове веома популарне предствае урадио је Борислав Михајловић Михиз, а режирао је Арсеније Јовановић. Лаушевић је играо војника Алексу Дачића, једног од синова Толе Дачића (Предраг Лаковић), јунака неколико Ћосићевих дела. На сцени „Бојан Ступица“ децембра исте године преимјерно је изведена представа Тероисти, по сценарију пољског писца Ирнеуша Ирединског. Иако се радња представа одвија у неиндентификованој држави средње Америке, у којој се дешава побуна против свемоћног диктатора, она је имала јасне алузије на догађаје у НР Пољској крајем 1981. када је режим Војћеха Јарузелског покушао да забрани синдикални покрет Солидарност и увео ванредно стање, током кога су сви стрепели од избијања могућег грађанског рата. Представа отвара апстрактну расправу о односу политике и морала, мотива и праксе једне левичарске револуције и изражава сумњу да ће њене вође након доласка на власт постати реакционари. У представи поред Лаушевића, играју и Иван Јагодић, Ђурђија Цветић, Миша Јанкетић и Миодраг Радовановић.
У периоду од 1984. до 1986. играо је неколико улога на филму и телевизији. У ТВ серији Не тако давно, емитованој током маја и јуна 1984. играо је главни лик Срлета самца. Исте године играо је у ратној драми Лазар, Александра Фотеза, која садржи елемементе хорора. Тумачио је главног лика, у годинама када је био момак, који је од последица насиља, које је заједно са мајком претрпео за време рата, онемео. Мање улоге током 1985. и 1986. остварио је у филмовима Јагоде у грлу, Рајка Грлића и Добровољци, Предрага Голубовића, са којим је снимио свој дебитански филм. Запажену улогу војника на одслужењу војног рока Зорана Хаџикостића имао је у ТВ филму Свечана обавеза, редитеља Божидара Николића и сценаристе Синише Ковачевића, где је играо са Батом Живојиновићем и Славком Штимцем. Била је ово прва Лаушевићева сарадња са Ковачевићем, која ће бити настављена наредних година, као и са његовом супругом глумицом Љиљаном Благојевић са којом ће играти у још неколико филмова.
Најзначајнија његова остварења из 1986. свакако су филм Шмекер, Зорана Амара у коме је играо главну улогу и ТВ серија Сиви дом, редитеља Дарка Бајића и сценаристе Гордана Михића, која је емитована од фебруара до априла. У љубавној драми Шмекер играо је Павла Ивковића, младића са периферије, који своје животно искуство стиче на улици. Након што се његова девојка слика обнажена за један часопис, он бежи из војске, где се налази на одслужњу војног рока и враћа се кући, где доживљава сопствено преиспитивање и врши прекид са доскорашњим пријатељима. Улога у серији Сиви дом, која се бавила животом штићеника у Васпитно поправном дому за децу и омладину у Крушевцу, донела му је велику популарност код шире публике. Играо је Шиљу, једини лик који је приказан по изласку из дома, где се виде његова настојања да, упркос криминалној прошлости, пронађе нормалан живот. Поред великог броја младих глумаца, који су играли штићенике дома (Зоран Цвијановић, Мима Караџић, Бранислав Лечић, Бане Видаковић), Лаушевић је у серији играо и са Драганом Николићем (васпитач Зека) Радмилом Живковић (мајка), Рахелом Ферари (станодвака), Александром Симић (девојка) и др.

### 1987—1989.
Током 1987. премијеру су имала три филма у којима је остварио запажене улоге — Официр с ружом Дејана Шорака, Догодило се на данашњи дан Мирослава Лекића и Октобарфест Драгана Кресоје. У филму Официр с ружом играо је поручника КНОЈ Петра Хорвата, који се након ослобођења Загреба 1945. заједно са девојком из рата, скојевком Љиљаном (Драгана Мркић), усељава у стан младе удовице Матилде Иванчић (Ксенија Пајић). Иако су били из различитог социјалног и политичког окружења, између Петра и Матилде се родила љубав. Љубавни троугао у коме се нашао, као и прекор другова, јер се превише привикао на буржоаске услове живота, одводе Петра у смрт. Лик поручника Хорвата, донео је Лаушевићу прве награде — на Фестивалу југословенског филма у Пули добио је Златну арену за најбољу главну мушку улогу, а на Фестивалу глумачких остварења у Нишу Награду цар Константин.  Филм Догодило се на данашњи дан, који говори о сазревању групе младих из једног београдског дворишта средином 1960-их година била је његова прва сарадња са Мирославом Лекићем. Играо је лик Бајре, младића који се са малолетним братом досељава у двориште, где се око њега окупља група младих (Срђан Тодоровић, Зоран Цвијановић, Оља Бећковић, Весна Тривалић, Марица Вулетић) из различитих друштевних слојева, чији су међусобни односи испреплетени разним друштвеним догађајима и политичким окружењем у коме живе.
У лето 1987. у Панчеву и Кошутњаку снимао је америчко-италијанску мини ТВ серију Срећни ходочасник (енгл. The Fortunate Pilgrim), редитеља Стјуарта Купера, рађену по истоименом роману Мариа Пуза, аутора филмске трологије Кум. У овој серији играо је са познатим светским глумцима попут Софије Лорен, Едварда Олмоса, Џона Туртуроа и др, док су од домаћих глумаца играли Мирјана Карановић, Љиљана Благојевић, Франо Ласић и др. Крајем 1987. и почетком 1988. Телевизија Београд емитовала је ТВ серију Вук Караџић, снимљену поводом двестогодишњице рођења Вука Стефановића Караџића, у којој је играо кнеза Михаила Обреновића. Била је ово његова прва улога неке историјске личности. Исте године, Лаушевић је због обавеза, одбио улогу Саше Попадића у касније веома популарној ТВ серији Бољи живот, а понуђену улогу је одиграо Борис Комненић.
Филм Пут на југ (шп. El camino del sur) аргентинског редитеља Џуена Батисте Стагнера снимао је почетком 1988. заједно са Мирајном Јоковић у Буенос Ајресу. Исте године премијеру је имао и његов филм Браћа по матери у коме је остварио значајну улогу Браце Гаврана, старијег сина главне јунакиње Вранке (Мира Фурлан), кога добија у браку са Хрватом Антишом, који током рата гине у усташама, док је њен други син Веселин (Славко Штимац), рођен након рата у браку са Србином Крстаном, који је партизански првоборац. Филм је режирао Здравко Шотра, по истоименом роману Јована Радуловића и говори о судбини једне жене из Далматинске загоре, као и судбини њених синова у периоду од половине 1930-их до почетка 1980-их година. Лаушевићев лик приказује младића, који након забрањене љубави са Српкињом Аницом (Соња Савић), одлази на одслужење војног рока у ЈНА, где је обележен као син усташе, због чега после војске бежи у иностранство, где се прикључује усташкој емиграцији, али након успостављања односа са полубратом, одлучује да се врати у земљу. У пролеће 1989. учествовао је у на брзину снимљеном ТВ филму Бој на Косову, редитеља Здравка Шотре, урађеном за потребе обележавања 600. година од Косовске битке. Филм је представљао адаптацију истоименог драмског дела књижевника Љубомира Симовића, а у њему је играо Милоша Обилића, легендарног витеза који је према предању убио турског султана Мурата. Поред њега у овом значајном историјском пројекту играли су — Милош Жутић (кнез Лазар), Воја Брајовић (Вук Бранковић), Љуба Тадић (Мурат), Бата Живојиновић, Рале Миленковић и др. Крајем исте године снимао је ТВ серију Заборављени, Дарка Бајића и Гордана Михића, коју је Телевизија Београд емитовала тек у лето 1992. године. Серија је рађена из два дела, а упоредо са њом снимљени су филмови — Заборављени (1988) и Почетни ударац (1990). Као и у Сивом дому, Бајић и Михић су се и овде бавили проблемима адолесцената. Јунаци првог филма били су малолетници из једног дома за напуштену децу, док се други филм бавио ученицима једне средње школе, који потичу из различитог социјалног миљеа. Посебан осврт други филм је имао на односе младих непосредно пред распад СФРЈ, када су социјалне разлике почеле да буду све видљивије међу становништвом. Радња серије представља спој материјала снимљеног упоредо са првим и другим филмом, а веза између јунака два филма је васпитач Мартин (Мустафа Надаревић), који ради у дому за напуштену децу, али је и родитељ једног од средњошколаца. Серија прати његову личну и породичну борбу да старију ћерку Гоцу (Жељка Цвјетан) спаси из пакла наркоманије. Лаушевић у серији игра наркомана Ацу Вену, Гоциног дечка, који покушава да спречи Мартина у намери да их раздвоји.

### 1990—1993.
Године 1990. у Загребу је снимао психолошку драму Стела, у којој је играо младог социјалног радника Мату Херцога који се заљубљује у штићеницу социјалне службе, која је побегла од насилног оца. Главну јунакињу Стелу глумила је Ања Шоваговић, ћерка познатог хрватског глумца Фабијана Шоваговића. Исте године је у Сарајеву учествовао у ТВ филму Баал, редитеља Фарука Пирагића који је снимљен по делу немачког писца Бертолта Брехта. Играо је улогу Екарта, коју је претходно од 1988. играо у истоименој представи у свом матичном Југословенском драмском позоришту, у режији Едуарда Милера. Током 1990. Телевизија Београд снимила је две популарне позоришне представе извођене у ЈДП по роману Време смрти, Добрице Ћосића. Представа Колубарска битка, у режији Арсенија Јовановића, у којој је играо Алексу, сина Толе Дачића, премијерно је одиграна 29. новембра 1983, а за телевизију је снимљена 28. новембра 1990. и емитована сутрадан на Дан Републике и седмогодишњицу премијерног извођења. У представи Ваљевска болница, редитеља Дејана Мијача, која је преимерно изведена 31. јануара 1989. играо је Милоја, најмлађег Дачићевог сина. Ова представа снимљена је 20. новембра 1990, а емитована 30. новембра исте године. Запажене уоге у обе представе остварили су — Миша Јанкетић (Живојин Мишић), Предраг Лаковић (Тола Дачић), Михајло Костић Пљака (Миливоје Анђелковић Кајафа), Бора Кандић, Срђан Милетић, Ирфан Менсур, Мило Мирановић и др.
Након успешне представе Оригинал фалсификата, у режији Славенка Салетовића, коју је заједно са Лазаром Ристовским и Љиљаном Драгутиновић, од 28. јануара 1989. играо у Звездара театру, редитељ Драган Кресоја је крајем 1990. снимо истоимени филм. Као и у представи, у филму је играо лик Стојана Вујића у млађим данима, док га је у старијим данима играо Бата Живојиновић. Радња филма обухвата временски распон од завршетка Другог светског рата, 1945. до краја 1980-их, а у центру приче су три ратна друга Павле, Стојан и Драгиша, који након рата заузимају различите положаје. Однос Павла и Стојана, компликује се 1947. због Лене, Стојанове веренице, која се заљубљује у Павла и потом удаје за њега. Након политичког сукоба КПЈ и СКП(б), Павла као присталицу Стаљина хапсе и одводе на Голи оток, а Стојан поново прихвата Лену са тек рођеним Павловим сином. За разлику од представе, лик Лене на филму је играла Снежана Богдановић, док су Ристовски и Лаушевић задржали своје улоге.
У филму Црни бомбардер, редитеља Дарка Бајића, снимљеном 1991, са којим је упоредо снимљена и ТВ серија емитована марта 1994, играо је Шмајсера, помахниталог младића који се вози на мотору и из аутоматске пушке (шмајсера) пуца на људе, а једна од његових мета је и главни јунак филма Црни (Драган Бјелогрлић). Крајем исте године одиграо је главну улогу у филму Боље од бекства, Мирослава Лекића и Синише Ковачевића. Играо је Алексу Радмана, београдског глумца који се случајно упознаје и убрзо жени са американком српског порекла. Како би породици створио бољи живот прихвата улогу Папка у телевизијској комедији, која засењује све његове дотадашње позоришне улоге. Популарност лика који игра, као и изненадно осамостаљивање његове жене, након што је нашла посао, почињу да разарају његов индентитет и он се одаје алкохолу. Пошто је представа у којој тумачи главни лик, скинута са репертоара, поново се враћа алкохолу и доживљава саобраћајну незгоду, у којој страда једно лице. Током боравка у затвору, супруга га напушта и са дететом одлази у Америку. Њихов последњи сусрет, након изласка из затвора, одвија се у Америци и представља ламент над прошлоћу, али и крај њиховог брака.  У филму се у улози његовог сина појавио његов тада четворогодишњи син Душан. Након завршетка снимања, филмски материјал је однет у „Јадран филм“ у Загребу, где је остао „заробљен” након почетка рата у Хрватској, пошто је био прекинут платни промет између Хрватске и Србије. Након више од годину дана филмска трака је преко Љубљане, Беча и Софије стигла у Југославију. Филм је први пут приказан 15. јула 1993, свега две недеље пре трагичних догађаја у Подгорици, након којих се животна прича Жарка Лаушевића испреплетала са судбином филмског лика, који проживљава неколико ствари које су се касније оствариле у његовом реалном животу — убиство, боравак у затвору, одлазак у Америку, развод и др.
У лето 1992. учествовао је у снимању филма кик-боксера Гидре Стојановића, а у режији италијанског редитеља Гвиде Зурлија, познатог по снимању такозваних „шпагети вестерна”. Поред Лаушевића, у филму су играли и други познати глумци — Јосиф Татић, Бранислав Лечић, Милан Штрљић, Слободан Ћустић и тада млада Вјера Мујовић. Овај филм премијерно је приказан тек новембра 1994. године. Крајем 1992. заједно са Љубишом Самарџићем играо је у филму Кажи зашто ме остави, првом остварењу редитеља Олега Новковића и сценаристе Срђана Кољевића. Играо је главног јунака — младића Пеђу, који 1991. добија позив за војну вежбу и потом одлази на ратиште у Вуковару, где проводи пет месеци. Након повратка из рата, открива промене у себи, али и граду у коме је одрастао. Како не успева да успостави контакт са околином, постаје потпуно изгубљен, али му се тада, када је најмање очекивао, дешава љубав са девојком која је преживела страхоте рата. Био је ово последњи филм који је снимио пре одласка у затвор, а који је премијерно приказан 15. јуна 1993. године.
Револтиран трагичним распадом Југославије и стањем у друштву, а пре свега у култури, јуна 1992. донео је одлуку да прекине са професионалним радом у позоришту. Због ове одлуке, Београдско драмско позориште је са репертоара скинуло представе Мачка на усијаном лименом крову, Чекајући Годоа и Стаклена менажерија, у којима је играо од 1990, односно 1991. године. Након скоро годину дана, априла 1993. вратио се позориштној сцени и у Звездара театру започео рад на представи Чаруга, у режији Милоша Радовића, чија је премијера одржана 4. маја 1993. године. Недуго потом, у матичном Југословенском драмском позоришту припремао је Његошеву драму Лажни цар Шћепан мали, у режији Дејана Мијача, у којој је играо књаза Долгорукова. Премијерно извођење представе било је 24. јула 1993. на фестивалу Град театар у Будви, свега недељу дана пре трагичног догађаја, након кога је отишао у затвор. Како је његово даље ангажовање у представи било немогуће, у представи га је на његов захтев заменио Милан Гутовић, који је играо на београдској премијери представе 19. септембра исте године у ЈДП.  

### 1998—1999.
Након што је почетком 1998, после четири и по године, изашао из затвора укључио се у реализацију филма Нож, који је радио редитељ Мирослав Лекић. Филм је базиран на истоименом роману Вука Драшковића из 1982, али је сценарио додатно проширен, посебно догађајима везаним за рат у Босни и Херцеговини. Лаушевићу је поверена улога главног лика Илије Југовића/Алије Османовића и био је ово његов велики повратак на јавну сцену. Поред њега, значајне улоге у филму остварили су — Александар Берчек, Бојана Маљевић, Љиљана Благојевић и др. Филм који прати причу о Илији/Алији и трагедији из 1941. која је дефинисала његов живот, као и прича недозвољеној и неоствареној љубави Српкиње и Муслимана, почео је да се приказује у биоскопима 19. марта 1999. године. Почетак НАТО бомбардовања СР Југославије, 24. марта прекинуо је приказивање филма, које је настављено неколико месеци касније, када га је видело преко 650.000 људи. У току лета 1999. непосредно пред одлазак у Сједињене Америчке Државе, играо је мању улогу Нелета, школског друга главне јунакиње Нине (Драгана Туркаљ) у филму Рањена земља, редитеља Драгослава Лазића. Био је ово први филм о НАТО бомбардовању, који је премијерно емитован 1. октобра исте године.

### 2015—2020.
Након петнаестогодишњег боравка у Сједињеним Америчким Државама, Лаушевић је маја 2014. посетио Црну Гору и Србију. Наредне године вратио се у Београд и поново активно посветио глуми, када је добио главну улогу у филму Смрдљива бајка, редитеља Мирослава Момчиловића. Играо је лик Моме, скитнице која пати од депресије и станује у шахту. Након упознавања са Емом (Јелена Ђокић), скитницом која се лечила од алкохолизма, они се венчавају, а потом проналазе напуштену бебу и настављају живот у троје. Након премијере, новембра 2015, филм је привукао велику пажњу публике, јер је био први Лаушевићев филм након шеснаест година. Потом је учествовао у првој сезони ТВ серије Сенке над Балкану, аутора Драгана Бјелогрлића, која је емитована на РТС 1 од октобра до децембра 2017. године. Имао је запажену улогу принца Ђорђа Карађорђевића, старијег брата краља Александра, који је од 1925. до 1941. био затворен у душевној болници у Горњој Топоници, код Ниша. Како је у време емитовања серије, принц Ђорђе био помало заборављен, његова улога пробудила је велико интересовање јавности за његов живот.
Септембра 2017. Лаушевић се након пуне 24 године одсуства вратио позоришту. Како би заменио Мишу Јанкетића, који је због болести био спречен да пође на путовање, прикључио се екипи представе Хадерсфилд, са којом је учествовао на турнеји по Канади и САД, где су наступали у Торонту, Киченеру, Виндзору, Њујорку, Вашингтону, Чикагу и Бостону. Ова веома успешна представа, у режији Угљеше Шајтинеца, извођена је у Југословенском драмском позоришту од 2005. до 2016, а главне улоге су играли — Горан Шушљик, Небојша Глоговац, Дамјан Кецојевић, Сузана Лукић и др. Лик Рашиног оца, који је Лаушевић играо током турнеје, у првобитној поставци играо је Јосиф Татић, а након његове смрти заменио га је Јанкетић.
Током 2017. и 2018. снимао је ТВ серију Корени, рађену по истоименом роману Добрице Ћосића из 1954. којим је започео сагу о породици Катић. Играо је улогу Аћима Катића, богатог домаћина и родоначелника породице Катић, који је био један од вођа Народне радикалне странке с краја 19. века. ТВ серија је емитована од октобра до децембра 2018. на РТС 1 и била је прва у низу екранизација Ћосићевих дела. Лаушевићу ово није била прва улога Ћосићевих јунака, с обзиром да је 1980-их у ЈДП играо у представама Колубарска битка и Ваљевска болница, рађеним по роману Време смрти. Поред Лаушевића, значајне улоге у Коренима остварили су — Игор Ђорђевић, Слобода Мићаловић, Горан Шушљик, Ненад Јездић, Радован Вујовић и др. Наредне године играо је улогу инспектора Горана у ТВ серији Пет, емитованој на РТС 1 и Суперстар ТВ од марта до маја 2019. године. Исте године започео је рад на ТВ серији Државни службеник, крими драми рађеној по сценарију Димитрија Војнова и Гаге Антонијевића, а у режији Мирослава Лекића, Ивана Живковића и Антонијевића. Ову серију снимао је и наредних година, играјући у прве три сезоне, емитоване на Суперстар ТВ у периодима: март—јун 2019, октобар—новембар 2020. и април—мај 2022. године. Играо је улогу Илије Поморца, пензионисаног шефа Државне безбедности, који се бави трговином оружја и који је истовремено таст главног јунака Лазара Станојевића (Милан Марић). Поред Лаушевића и Марића, у серији су играли — Ваја Дујовић, Ненад Јездић, Небојша Дугалић, Јасмина Вечански и др. Неки су у Лаушевићевом лику препознали Јовицу Станишића, моћног шефа Ресора државне безбедности Србије, од 1991. до 1998. и једну од најутицајнијих личности у Србији, током 1990-их година. У 2019. остварио је и улогу песника Јована Јовановића Змаја у филму Име народа, редитеља Дарка Бајића и сценаристе Милована Витезовића, посвећеном политичару Светозару Милетићу (Љубомир Бандовић), борцу за права српског народа у Аустроугарској. Овај филм премијерно је приказан септембра 2020, а упоредо са филмом снимљена је и истоимена ТВ серија, која је током априла 2021. емитована на Суперстар ТВ.
Због пандемије Ковида 19, 2020. која га је задесила у САД, није успео да на време дође у Србију и прикључи се екипи ТВ серије Александар од Југославије, рађеноj по истоименом роману Вука Драшковића, која је од марта до јуна 2021. емитована на каналу Нова С. Редитељ и сценариста Здравко Шотра понудио му је првобитно улогу војводе Живојина Мишића, али како није успео да стигне до почетка снимања, она је додељена Танасију Узуновићу. Након доласка у Србију, прикључио се екипи и одиграо знатно мању, али веома ефектну, улогу свргнутог црногорског краља Николе Петровића, деде по мајци првог југословенског краља Александра Карађорђевића. Заједно са Лаушевићем, у серији је играла Весна Чипчић, која је тумачила краљицу Милену. Августа 2020. учествовао је у снимању ТВ серије Време зла, наставаку екранизације дела Добрице Ћосића настале према истоименој трилогији, која је састављена од романа — Грешник, Отпадник и Верник. Радња серије прати период од краја 1920-их до почетка Другог светског рата 1941, а Лаушевић игра остарелог Вукашина Катића, млађег сина Адама Катића. У серији, која је емитована током октобра и новембра 2021. на каналу Нова С, играли су — Радован Вујовић, Нада Шаргин, Горан Богдан, Сергеј Трифуновић.
Током 2020. започео је рад на снимању ТВ серије Калкански кругови, аутора Ђорђа Милосављевића, у којој је играо мистичног Велибора Матића, једног од троје главних ликова. Ова серија емитована је на каналу Суперстар ТВ у периодима: март—април 2021, април 2023. и март—април 2024, а у њој су играли — Војин Ћетковић, Ивана Зечевић, Наташа Нинковић и др. Своје последње кадрове, непосредно пре смрти, остварио је управо у овој серији, чија је трећа сезона емтитована пет месеци након његове смрти. У лето 2020. на Хвару и у Београду, заједно са Олгом Одановић, снимио је дечији филм Лето када сам научила да летим, редитеља Раше Андрића, који је премијерно приказан фебруара 2022. године.

### 2021—2023.
На пролеће 2021. на Космају је започео снимање филма Хероји Халијарда и ТВ серије Ваздушни мост, аутора Радоша Бајића, које је завршено тек 2023. године. Овај пројекат посвећен је операцији Ваздушни мост (енгл. Operation Halyard) једној од највећих акција спасавања англоамеричких пилота иза непријатељских линија у Другом светском рату, током које је са импровизованог аеродрома у селу Прањани у лето 1944. евакуисано више од 500 савезничких авијатичара, које су Немци претходно оборили изнад Србије. Спасавање оборених пилота и њихових посада, изведено је од стране авијације САД у сарадњи са Југословенском војском у отаџбини. Лаушевић је играо лик Косте Јовића, сељака из Прањана и оца породице, чија се двојица синова Мирко и Сретен налазе у различитим војскама, међусобно сукобљеним у партизанско-четничком сукобу. Схватајући сву узалудност братоубилачког рата, он покушава да спасе најмлађег сина Илију, који је растрзан између две стране. Поред Лаушевића, чланове породице Јовић тумачили су — Петар Божовић, Нела Михајловић, Никола Ракочевић, Вучић Перовић и Теодора Драгићевић. Филм Хероји Халијарда премијерно је приказан 10. октобра 2023. у великој дворани Дома синдиката, и то је било последње Лаушевићево појављивање у јавности. ТВ серија Ваздушни мост емитована је након његове смрти, марта 2024. на каналима Суперстар ТВ и РТС 1.
Маја 2022. започео је снимање ТВ серије Време смрти аутора Горана Шушљика, коју су режирао Иван Живковић. Ова серија представљала је екранизацију истоимене тетралогије Добрице Ћосића, коју сачињавају књиге — Прерово иде у рат, Сувоборска битка, Ваљевска болница и Излазак. Радња серије одвија се у време Првог светског рата, пратећи догађаје од Сарајевског атентата до повлачења преко Албаније и представља средњи део радње имеђу раније снимљених серија Корени и Време зла. Поред судбине чланова породице Катић, роман и серија највише говоре о догађајима током Колубарске битке и догађајима у ратној болници у Ваљеву, у зиму 1914/1915. године. Лаушевић је у серији тумачио лик Живојина Мишића, генерала који је у јеку битке на Сувобору, новембра 1914. преузео команду на Првом армијом, која се налазила у готово немогућој ситуацији. Захваљујући његовим напорима, али и војничким вештинама, успео је да јединицу у расулу претвори у формацију спремну за борбу. На његово лично инсистирање, извршено је почетком децембра дубље повлачење и скраћење фронта целе српске војске, којим је добијено време за одмор, попуну залиха и снабдевање. Како је аустроугарска војска ово повлачење искористила за ширење своје линије фронта, она је била тешко поржана у српском противнападу половином децембра. За заслуге и извојевану победу, Мишић је након битке унапређен у чин војводе. У представи Колубарска битка која је од 1983. извођена у Југословенском драмском позоришту и у којој је Лаушевић играо војника Алексу Дачића, лик Живојина Мишића тумачио је Миша Јанкетић. Лик Аћима Катића, кога је Лаушевић играо у Коренима, у Времену смрти преузео је Мики Манојловић, док је лик Вукашина Катића, кога је играо у Времену зла, преузео Драган Мићановић. Поред њих, запажене улоге у серији су остварили — Слободан Нинковић, Светозар Цветковић, Воја Брајовић и др. Приказивање ТВ серије почело је марта 2024. на телевизији Нова.

## Дневник једне робије
Године 2011, када је био правно помилован, објавио је књигу Година прође, дан никад. Септембра 2013. из штампе је изашла Друга књига. Маја 2022. објавио је књигу Падре, идиоте!

## Филмографија
| Год.       | Назив                             | Улога                         |
| ---------- | --------------------------------- | ----------------------------- |
| 1970-е     |                                   |                               |
| 1978.      | М. В.                             | Војин Вукелић                 |
| 1980-е     |                                   |                               |
| 1982.      | Савамала                          | Винко Сарић                   |
| 1982.      | 13. јул                           | Јанко                         |
| 1982.      | Руски Уметнички експеримент       | Тјомкин                       |
| 1982.      | Прогон                            | Мирко                         |
| 1982.      | Директан пренос                   | Фантом                        |
| 1982.      | Венеријанска раја                 | Лазар                         |
| 1983.      | Хасанагиница                      | Хасанага                      |
| 1983.      | Мртви се не враћају (мини-серија) |                               |
| 1983.      | Дани АВНОЈ-а                      |                               |
| 1983.      | Игмански марш                     | Миљан                         |
| 1983.      | Оштрица бријача                   |                               |
| 1984.      | Не тако давно                     | Срле                          |
| 1984.      | Лазар                             | Лазар млађи                   |
| 1985.      | Једна половина дана               |                               |
| 1985.      | Јагоде у грлу                     | Лале                          |
| 1986.      | Добровољци                        | спортиста                     |
| 1986.      | Лепота порока                     | младић с цигаретом            |
| 1986.      | Свечана обавеза                   | Зоран Хаџикостић              |
| 1986.      | Шмекер                            | Павле/Павел Ивковић           |
| 1986.      | Сиви дом                          | Шиља                          |
| 1987.      | Под рушевинама                    |                               |
| 1987.      | Догодило се на данашњи дан        | Бајра                         |
| 1987.      | Римски дан                        | Секст Проперције              |
| 1987.      | Официр с ружом                    | Петар Хорват                  |
| 1987.      | Октоберфест                       | Скоби                         |
| 1988.      | Лето (ТВ)                         | Милан                         |
| 1988.      | Вук Караџић                       | кнез Михаило Обреновић        |
| 1988.      | Срећни ходочасник                 | Гвидо                         |
| 1988.      | Пут на југ                        | Морит                         |
| 1988.      | Браћа по матери                   | Брацо Гавран                  |
| 1989.      | Бој на Косову                     | Милош Обилић                  |
| 1989.      | Атоски вртови - преображење       | Сликар Сава                   |
| 1990-е     |                                   |                               |
| 1990.      | Стела                             | Мато Херцег                   |
| 1990.      | Ваљевска болница                  | Милоје Дачић, син             |
| 1990.      | Колубарска битка                  | Алекса Дачић                  |
| 1990.      | Баал                              | Екарт                         |
| 1991.      | Оригинал фалсификата              | Стојан                        |
| 1991.      | Монтенегро                        |                               |
| 1992.      | Црни бомбардер                    | Шмајсер                       |
| 1992.      | Заборављени                       | Аца                           |
| 1992.      | Преци и потомци                   | наратор                       |
| 1993.      | Кажи зашто ме остави              | Пеђа                          |
| 1993.      | Боље од бекства                   | Алекса Радман                 |
| 1994.      | Рођен као ратник                  | Гибон                         |
| 1999.      | Нож                               | Алија Османовић/Илија Југовић |
| 1999.      | Рањена земља                      | Неле                          |
| 2010-е     |                                   |                               |
| 2012.      | Тајна нечисте крви                | иконописац Сава               |
| 2015.      | Смрдљива бајка                    | Мома                          |
| 2017.      | Сенке над Балканом                | принц Ђорђе Карађорђевић      |
| 2018.      | Корени                            | Аћим Катић                    |
| 2019.      | Пет                               | Жаца                          |
| 2019–2020. | NOC - Non-Official Cover          | Никола Митровић               |
| 2019–2020. | Државни службеник                 | Илија                         |
| 2020-е     |                                   |                               |
| 2020.      | Име народа                        | Јован Јовановић Змај          |
| 2021.      | Александар од Југославије         | краљ Никола Петровић          |
| 2021.      | Време зла                         | Вукашин Катић                 |
| 2021−2024. | Калкански кругови                 | Велибор Матић                 |
| 2022.      | Лето кад сам научила да летим     | Никола                        |
| 2022.      | Хероји                            | наратор                       |
| 2023.      | Хероји Халијарда                  | Коста Јовић                   |
| 2024.      | Руски конзул                      | Љубо Божовић                  |
| 2024.      | Време смрти                       | Живојин Мишић                 |
| 2024.      | Ваздушни мост                     | Коста Јовић                   |
| 2024.      | Воља синовљева                    | Никола                        |
| 2024.      | Храна за голубове                 | Зоки                          |
| 2025.      | Воља синовљева (серија)           | Никола                        |

## Театрографија
| Премијера          | Представа                         | Улога                 | Позориште                                                          | Редитељ                 | Реф.          |
| ------------------ | --------------------------------- | --------------------- | ------------------------------------------------------------------ | ----------------------- | ------------- |
| 1978.              | Марко Краљевић — Суперстар        | Шарац                 | Дом омладине „Будо Томовић”, Титоград                              | Слободан Муса Милатовић | [ 86 ]        |
| 16. децембар 1980. | Горски вијенац                    | Момче                 | Народно позориште, Београд                                         | Вида Огњеновић          | [ 87 ]        |
| 9. мај 1981.       | Ромео и Ђулијета                  | Тибалдо, Јулијин брат | Народно позориште, Београд                                         | Стево Жигон             | [ 88 ]        |
| 6. децембар 1982.  | Раскршће                          | Миливој               | Југословенско драмско позориште, Београд                           | Стево Жигон             | [ 89 ]        |
| 7, децембар 1982.  | Хрватски Фауст                    | Комесар               | Југословенско драмско позориште, Београд                           | Слободан Унковски       | [ 90 ]        |
| 29. новембар 1983. | Колубарска битка                  | Алекса Дачић          | Југословенско драмско позориште, Београд                           | Арсеније Јовановић      | [ 45 ]        |
| 4. децембар 1983.  | Терористи                         | Број 7                | Југословенско драмско позориште, Београд                           | Јан Братковски          | [ 91 ]        |
| 16. децембар 1984. | Треће пролеће Свете Петронијевића | Света Петронијевић    | Југословенско драмско позориште, Београд                           | Никола Јевтић           | [ 92 ]        |
| 22. мај 1985.      | Лова                              | Денис                 | Југословенско драмско позориште, Београд                           | Ненад Илић              | [ 93 ]        |
| 26. новембар 1985. | Муке по Живојину                  | Живојин               | Југословенско драмско позориште, Београд                           | Егон Савин              | [ 94 ]        |
| 30. јун 1985.      | Хари не путује возом              |                       | Титоградско културно љето                                          | Милан Караџић           | [ 95 ]        |
| 1986.              | Горски вијенац                    |                       | Дом омладине „Будо Томовић”, Титоград                              | Слободан Муса Милатовић | [ 86 ]        |
| 16. април 1988.    | БААЛ                              | Екрат                 | Југословенско драмско позориште, Београд                           | Едуард Милер            | [ 43 ]        |
| 1. октобар 1988.   | Ведрине и ватре                   |                       | Југословенско драмско позориште, Београд                           | Дејан Мијач             | [ 96 ]        |
| 31. јануар 1989.   | Ваљевска болница                  | Милоје Дачић          | Југословенско драмско позориште, Београд                           | Дејан Мијач             | [ 46 ]        |
| 28. јануар 1989.   | Оригинал фалсификата              | Стојан                | Звездара театар, Београд                                           | Славенко Салетовић      | [ 47 ]        |
| 24. новембар 1989. | Пролетерска фарса                 |                       | Позориште „Душко Радовић”, Београд                                 | Егон Савин              | [ 97 ]        |
| 1989.              | Кањош Мацедоновић                 | Кањош                 | Град театар, Будва Земунска сцена Народног позоришта, Београд      | Вида Огњеновић          | [ 86 ] [ 98 ] |
| 7. март 1990.      | Мала                              | Жика Ајкула           | Звездара театар, Београд                                           | Дарко Бајић             | [ 99 ]        |
| 18. мај 1990.      | Мачка на усијаном лименом крову   | Брик                  | Београдско драмско позориште                                       | Љиљана Тодоровић        | [ 100 ]       |
| 1990.              | Свети Сава                        | Растко Немањић        | Народно позориште Зеница                                           | Владимир Миличин        | [ 86 ]        |
| 3. април 1991.     | Позоришне илузије                 | Клендор               | Југословенско драмско позориште, Београд                           | Слободан Унковски       | [ 101 ]       |
| 25. јун 1991.      | Чекајући Годоа                    | Естрагон              | Београдско драмско позориште                                       | Харис Пашовић           | [ 102 ]       |
| 27. децембар 1991. | Стаклена менажерија               | Син                   | Београдско драмско позориште                                       | Љиљана Тодоровић        | [ 103 ]       |
| 4. мај 1993.       | Чаруга                            | Гроф Враницки         | Звездара театар, Београд                                           | Милош Радовић           | [ 104 ]       |
| 24. јул 1993.      | Лажни цар Шћепан мали             | књаз Долгоруков       | Југословенско драмско позориште, Београд                           | Дејан Мијач             | [ 105 ]       |
| 2017.              | Хадерсфилд                        | отац                  | Југословенско драмско позориште, Београд (турнеја по САД и Канади) | Угљеша Шајтинац         | [ 68 ]        |

## Награде и признања
- Златна арена за најбољу главну мушку улогу на Фестивалу југословенског филма у Пули за улогу Петра Хорвата у филму Официр с ружом, 1987.[34]
- Награда листа Полет у Пули Жарку Лаушевићу и Ксенији Пајић за најпоетичнији емотивни однос у филму Официр с ружом, 1987.
- Награда Цар Константин на Филмским сусретима у Нишу за улоге у филмовима Официр са ружом, Догодило се на данашњи дан и Октоберфест, 1987.
- Награда Град театар на фестивалу Град театар у Будви за улогу Кањоша у представи Кањош Мацедоновић, 1989.
- Стеријина награда за глумачко остварење на Југословенским позоришним играма за улогу Растка Немањића у представи Свети Сава, 1990.[106]
- Награда Зоран Радмиловић на Стеријином позорју у Новом Саду за улогу Кањоша у представи Кањош Мацедоновић, 1990.
- Гран при Наиса на Филмским сусретима у Нишу за улогу Алексе Радмана у филму Боље од бекства, 1993.[34]
- Награда за најбољу мушку улогу на Филмском фестивалу у Херцег Новом за улогу Алексе Радмана у филму Боље од бекства, 1993.
- Награда листа Новости 8 за улогу Пеђе у филму Кажи зашто ме остави, 1993.
- Гран при Наиса на Филмским сусретима у Нишу за улогу Моме у филму Смрдљива бајка, 2016.[107]
- Златна антена за најбољег глумица у главној улози на Фестивалу драма и серија у Београду за улогу Аћима Катића у ТВ серији Корени, 2019.[108]
- Специјални Ернест за најбољег глумца на Сомборском филмском фестивалу за досадашњи допринос добрим филмовима, 2024. (постхумно)[109]
- Срце Сарајева за најбољег главног глумца на Сарајево филм фестивалу за улогу Живојина Мишића у ТВ серији Време смрти, 2024. (постхумно)[110]
- Награда Павле Вуисић на Филмским сусретима у Нишу за животно дело, 2024. (постхумно)[111]